# La Malachère
La Malachère är en kommun i departementet Haute-Saône i regionen Bourgogne-Franche-Comté i östra Frankrike. Kommunen ligger i kantonen Rioz som tillhör arrondissementet Vesoul. År 2022 hade La Malachère 302 invånare.

## Befolkningsutveckling
Antalet invånare i kommunen La Malachère
| Referens: INSEE |